# Оренбург – Шкапово – Туймази
Оренбург – Шкапово – Туймази – трубопровід, призначений для транспортування зріджених вуглеводневих газів (ЗВГ).
У 1980-х роках Оренбурзький ГПЗ отримав нове потужне джерело сировини – казахське родовище Карачаганак. В той же час, розташовані в Башкирії Шкаповський та Туймазинський газопереробні заводи відчували нестачу ресурсу для переробки та могли фракціонувати доправлену з інших регіонів фракцію С3+ (за російською термінологією – широка фракція легких вуглеводнів, ШФЛУ). Як наслідок в 1986 – 1987 роках ввели в дію ділянки трубопроводу для ЗВГ Оренбург – Шкапово довжиною 272 км та Шкапово – Туймази завдовжки 86 км. 
Трубопровід виконаний в діаметрі 377 мм та розрахований на робочий тиск у 5,5 МПа.